# Nizza–Alassio
Nizza–Alassio (französisch Nice–Alassio) war eine Radsportveranstaltung in Frankreich und Italien. Es war ein Straßenrennen, das als Eintagesrennen ausgetragen wurde und fand von 1979 bis 1997 statt.

## Geschichte
Der Kurs führte von Nizza in Frankreich nach Alassio in Ligurien. 1993 wurde das Rennen umbenannt nach dem neuen Streckenverlauf Monte Carlo–Alassio. Die letzte Ausgabe des Radrennens 1997 trug dann den Namen Alassio Cup. Das Rennen fand als einer der ersten Wettbewerbe der Saison im Februar statt und hatte 15 Auflagen.

## Palmarès
- 1979  Jean-François Pescheux
- 1980  Francesco Moser
- 1981 Bruno Wolfer
- 1982  René Bittinger
- 1983  Eric Dall’Armellina
- 1984  Stephen Roche
- 1985  Pierino Gavazzi
- 1986  Giovanni Mantovani
- 1987  Giuseppe Calcaterra
- 1988 nicht ausgetragen
- 1989  Willem Van Eynde
- 1990–1992 nicht ausgetragen
- 1993  Gianluca Bortolami
- 1994  Adriano Baffi
- 1995  Mario Cipollini
- 1996  Filippo Casagrande
- 1997  Gabriele Balducci